# Моріс Гросс
Моріс Гросс (англ. Maurice Grosse, 6 березня 1919 — 14 жовтня 2006) — британський дослідник паранормальних явищ. Відомий своєю причетністю до справи Енфілдського полтергейста з 1977 по 1979 рік, зіграв у кількох фільмах і телесеріалах, зокрема «Привиди в Енфілді» (2015) Тімоті Сполла та «Закляття 2» (2016) Саймона МакБерні.

## Раннє життя
Гросс отримав освіту в Політехнічному університеті на Ріджент-стріт у Лондоні. Після навчання в комерційному мистецтві та дизайні служив у Другій світовій війні в Королівській артилерії та був серед евакуйованих із Дюнкерка в червні 1940 року. Призначений у 1941 році, став відповідальним за охорону та благополуччя італійських військовополонених до кінця війни. Одружився зі своєю дружиною Бетті Ясні в 1944 році, мали двох дочок і сина. Після війни став винахідником і в 1945 році подав перший зі своїх численних механічних патентів. Його найуспішнішим винаходом став поворотний рекламний щит. У 1961 році Гроссе заснував власну консультаційну компанію з дизайну та інженерії, яка стала відповідальною за запуск багатьох патентів по всьому світу.

## Екстрасенс дослідник
Особиста трагедія підштовхнула Гросс до психічних досліджень, коли його дочка Джанет загинула в аварії на мотоциклі в серпні 1976 року. Після її смерті Гросс повідомив, що члени його родини пережили низку випадковостей і психічних подій, і це спонукало його приєднатися до Товариства психічних досліджень і Клубу привидів. У вересні 1977 року він розслідував передбачуваний полтергейст у будинку на Грін-стріт, Енфілд, Північний Лондон, який пізніше став відомий як Енфілдський полтергейст. Гросс стверджував, що записав багатогодинний аудіо- та відеодоказ полтергейста, перебуваючи в будинку протягом тривалого періоду часу, разом з іншим екстрасенсом, Гаєм Ліоном Плейфером, який пізніше написав книгу «У цьому будинку є привиди» (1980).
Скептик Джо Нікелл розкритикував розслідування Гросса і Плейфера як «довірливі». Коли професійний вентрилоквіст Рей Алан відвідав будинок і дійшов висновку, що дівчата притворювали нібито «демонічний» голос, тому що їм «очевидно подобалася вся увага, яку вони отримували», Гросс був настільки переконаний, що це надприродне походження, що він запропонував 1000 фунтів стерлінгів будь-кому, хто міг би відтворити голос за допомогою черевомовства чи будь-якої іншої форми обману.

## Подальше життя
Гросс розслідував багато інших випадків і був членом Ради Товариства психічних досліджень, а також був головою комітету зі спонтанних випадків. У 1995 році Гросс був на святі в Чарльтон-хаусі, коли було стверджено, що шматок посуду матеріалізувався і розбився. У 2000 році він записав те, що, як він стверджував, було стуком полтергейста на відеоплівку в будинку сім'ї в північному Лондоні. Крім привидів і полтергейстів, Гросс також досліджував численні твердження про передбачення. Також зібрав велику колекцію передбачуваних прикладів психічної фотографії. Цю роботу він продовжував аж до літа 2006 року.
Гросс з'явився посмертно в документальному фільмі Channel 4 «Інтерв'ю з полтергейстом», який був показаний 6 березня 2007 року. Також з'явився на каналі Channel 4 у псевдодокументальному фільмі Da Ali G Show, в якому він дав інтерв'ю Саші Барону Коену.
У 1998 році Гросс подав до суду на Девіда Баддіеля на 10 000 фунтів стерлінгів після того, як Баддіель описав екстрасенса на ім'я Моріс Гросс, який живе в Хай-Барнет, північний Лондон, і втік з одруженою жінкою.